# 青森県立弘前実業高等学校
青森県立弘前実業高等学校（あおもりけんりつ ひろさきじつぎょうこうとうがっこう、Aomori Prefectural Hirosaki Vocational High School）は、青森県弘前市大字中野三丁目にある県立の実業高等学校。県内で唯一、農業、商業、家庭、体育の4教科に関する専門学科を有し、「実業」と名のつく県立高校である。本校舎（中野校舎）と藤崎校舎(現在は閉校)の2校舎から成る。

## 設置学科

### 本校舎
4学部6学科から成る。商業科は2クラス（以前は農業経営科も2クラスだった）。
- 商業科（1・2組）
- 情報処理科（3組）
- スポーツ科学科（4組）
- 農業経営科（5組）(2022年度で閉科)
- 家庭科学科（6組）
- 服飾デザイン科（7組）

### 藤崎校舎(現在は閉校)
全国唯一であるりんごの専攻学科。
- りんご科（全クラス）

## 歴史
- 1960年 - 弘前市立女子高等学校と弘前商業高等学校の統合により弘前市立実業高等学校として開校。
- 1969年 - 県立移管、青森県立弘前実業高等学校と改称。
- 2008年 - 青森県立藤崎園芸高等学校を藤崎校舎として統合。
- 2019年 - 藤崎校舎閉校舎。
- 2021年 - 農業経営科募集停止予定[1]。

### 旧・弘前市立女子高等学校
- 1918年 - 弘前女子実業補習学校として創立。
- 1960年 - 弘前商業高等学校と統合。

### 旧・弘前商業高等学校
- 1922年 - 弘前市立弘前商業補習学校として創立。
- 1960年 - 弘前市立女子高等学校と統合。

## 部活動
- 硬式野球部は甲子園出場夏5回出場の古豪である。
- 相撲部が強豪で数多くの有名力士を輩出している。
- バスケットボール部はインターハイ、ウインターカップなどで何度も全国出場をしている。
- 陸上競技部は多数の全国入賞者、数名の優勝者を輩出、OGには元日本記録樹立者もいる。過去インターハイ総合4位、フィールド2位の実績のある古豪である。
- 吹奏楽部は吹奏楽では東北大会に出場、またマーチングも盛んであり、全国大会に出場している。
- その他の部活動、特に運動部は盛んである。

## 日商簿記甲子園
- 2024年度、第1回全国高等学校日商簿記選手権大会（日商簿記甲子園）開催（日商簿記検定施行70周年記念事業）の参加校である。

## 主な行事

### 第1学期

#### 4月
- 入学式
- 生徒対面式
- 部活動説明会
- 前期生徒総会
- 第1学期始業式

#### 5月
- 校外遠足

#### 6月
- 1学期末定期考査

#### 7月
- 夏季球技大会(学年別)
- 第1学期終業式

### 第2学期

#### 8月
- 第2学期始業式

#### 9月
- 芸術鑑賞教室

#### 10月
- 2学期中間定期考査
- 運動会(4組対抗)
- 文化祭(弘実祭)

#### 11月
- 後期生徒総会
- 2学期末定期考査(2年生)

#### 12月
- 2学期末定期考査
- 修学旅行(2年生時)
- 冬季球技大会(学年別)
- 第2学期終業式

### 第3学期

#### 1月
- 第3学期始業式

#### 2月
- 3学期末定期考査

#### 3月
- 卒業証書授与式
- 県立高等学校前期入学試験
- 前期試験合格者発表
- 後期入学試験
- 後期試験合格者発表
- 離任式
- 第3学期終業式

## 著名な卒業生

### スポーツ
- 栃ノ海晃嘉（大相撲・元横綱…中退）
- 岩木山竜太（大相撲年寄・関ノ戸）
- 高見盛精彦（大相撲年寄・東関）
- 三浦数馬（プロボクサー・第33代日本スーパーバンタム級チャンピオン・引退）
- 渋谷誠司（プロ野球選手〔アトムズ投手〕・引退・旧弘前商業高校卒業生）
- 工藤隆人（プロ野球選手〔中日ドラゴンズ外野手〕・引退）
- 外崎修汰（プロ野球選手〔埼玉西武ライオンズ内野手〕・現役）
- 棟方公寿（バスケットボール選手〔日本鉱業→トヨタ自動車アルバルクガード〕・引退・コーチ）
- 木村洋人（バスケットボール選手〔イカイレッドチンプス〕・現役）
- 諏訪真希子（バスケットボール選手〔日立ハイテク クーガーズ〕・現役）
- 田村義和（ラグビー選手〔ヤマハ発動機ジュビロ〕・現役）
- 尾崎宏次（バスケットボール選手〔日立電線ブルドッグス〕・現役）
- 奈良岡彩子（女子競輪選手、元ソフトボール選手）
- 小笠原博（元ラグビー日本代表選手）

### 芸能
- 鈴木正幸（俳優）
- YUUKI（モデル）
- 一戸愛子（元タレント・グラビアアイドル）
- 西尾夕紀（演歌歌手・ものまねタレント）
- 新井浩文（元俳優）
- 木村秋則（農民作家）
- ジョナゴールド（元アイドル・歌手）[2]
- 漢咲コータロー（お笑い芸人）